# Doun Kaev
Doun Kaev est un district situé dans la province de Takeo, dans le sud du Cambodge. Selon le recensement de 1998, la population était de 39 186 habitants.